# Зориле (Констанца)
Зориле (рум. Zorile) насеље је у Румунији у округу Констанца у општини Адамклиси. Oпштина се налази на надморској висини од 54 m.

## Становништво
Према подацима из 2002. године у насељу је живело 656 становника, од којих су сви румунске националности.